# LOVE HAS NO PRIDE
「LOVE HAS NO PRIDE」（ラブ・ハズ・ノー・プライド）は、1998年10月1日に発売された浜田省吾の30枚目のシングル。

## 概要
2001年発売のアルバム『SAVE OUR SHIP』収録バージョンとは両曲とも異なる。
全編に渡って音楽制作ソフト「プロトゥールス」を導入している。アレンジャーの水谷公生は、日本で最初期にプロトゥールスを取り入れた人物。

## 音楽性
表題曲の「LOVE HAS NO PRIDE」は、浜田初のヒップホップ・ナンバー。「普段、浜田省吾の歌を聴かない人に届けたい」との思いから、新しい試みとして作られた。間奏部分のラップは町支寛二が担当している。
カップリングの「GIVE ME ONE MORE CHANCE」はスローなバラード。

## 記録
前作「モノクロームの虹」に引き続き、オリコンチャートでトップ10入りを記録した。

## 収録曲
| 全作詞・作曲: 浜田省吾、全編曲: 浜田省吾 & 水谷公生。 |                             |          |            |      |
| #                                                     | タイトル                    | 作詞     | 作曲・編曲 | 時間 |
| 1.                                                    | 「LOVE HAS NO PRIDE」       | 浜田省吾 | 浜田省吾   | 5:56 |
| 2.                                                    | 「GIVE ME ONE MORE CHANCE」 | 浜田省吾 | 浜田省吾   | 5:23 |
| 合計時間:                                             | 合計時間:                   | 11:19    |            |      |

## 参加ミュージシャン
- Chorus Arrangement and Backing Vocal by 町支寛二
- Pro Tools operated, Recorded & Mixed by 水谷公生

| LOVE HAS NO PRIDE - Acoustic Guitars：浜田省吾 - Synthesizer Bass：福田裕彦 - MC：町支寛二, 岡沢茂 and 浜田省吾 - "money" Shaking：MAN TAKASHI - All Other Instruments：水谷公生 - Manipulation：森康成 | GIVE ME ONE MORE CHANCE - Gut Guitars：杉本喜代志 - Bass：岡沢茂 - All Other Instruments：水谷公生 - Manipulation：森康成 |